# 臭化バリウム
臭化バリウム（しゅうかバリウム、英: Barium bromideはバリウムの臭化物で、化学式BaBr2で表される無機化合物。性質は塩化バリウムに似ており、水溶液は毒性を有する。

## 構造及び性質
結晶構造は塩化鉛に似た白色の斜方晶系、潮解性がある。硫酸を加えると、硫酸バリウムの沈殿を生じる。
{\displaystyle {\ce {BaBr2(l)\ +SO4^{2-}->BaSO4\ \downarrow +2Br^{-}(l)}}}
シュウ酸、フッ化水素酸、リン酸とでも同様の反応が起きる。

## 生成
硫化バリウムまたは炭酸バリウムと臭化水素酸との反応により生じる。
{\displaystyle {\ce {BaS\ + HBr -> BaBr2\ + H2S}}}
{\displaystyle {\ce {BaCO3\ + HBr -> BaBr2\ + CO2\ + H2O}}}
二水和物は120℃まで加熱することにより、無水物の結晶を得ることができる。

## 用途
写真現像に使用される臭素化合物の合成原料として使用される。かつてはキュリー夫妻により、ラジウムの精製に使われた。臭化バリウム溶液中ではラジウムは優先的に沈殿し、沈殿物中のラジウムの濃度は溶液中の濃度より高くなった。

## 安全性
他の水溶性バリウム化合物と同様に、摂取すると消化器系などにバリウム中毒の症状が生じる。

## 法規制
日本では毒物及び劇物取締法及び毒物及び劇物指定令によりバリウム化合物として劇物に指定されている。他に、バリウム化合物として大気汚染防止法の、バリウムの水溶性化合物として労働安全衛生法、PRTR法の規制を受ける。